# En nat
En nat (russisk: Однажды ночью) er en sovjetisk film fra 1945 af Boris Barnet.

## Medvirkende
- Irina Radtjenko som Varja
- Boris Andrejev som Khristoforov
- Ivan Kuznetsov som Vjatkin
- Aleksej Judin som Belugin
- V. Leonov som Veselovskij